# San Donnino (Pisa)
San Donnino je katolický kostel v Pise, stojící na via Quarantola.
Současná budova byla postavena roku 1303. Kostel byl připojen k benediktinskému klášteru; roku 1575 byl kardinálem Ferdinandem de' Medici předán do správy kapucínům.
Stavba byla vážně poškozena během 2. světové války, a rekonstruována v letech 1946-50. Interiér uchovává fresky Madona s dítětem a Ukřižování, a obrazy Biliverta a Tempestiho.